# Grammatonotus macrophthalmus
Grammatonotus macrophthalmus is een straalvinnige vissensoort uit de familie van zeebaarzen (Callanthiidae). De wetenschappelijke naam van de soort is voor het eerst geldig gepubliceerd in 1982 door Katayama, Yamamoto & Yamakawa.